# Manoir de Plessix-Balisson
Le manoir de Plessix-Balisson est un édifice situé à Beaussais-sur-Mer, en France.

## Localisation
Le manoir est situé sur le territoire de la commune de Beaussais-sur-Mer, au lieu-dit Plessix-Balisson, dans le département des Côtes-d'Armor, dans la région Bretagne.

## Description
Le manoir de plan rectangulaire est construit en moellons de granite et schiste laissés apparents. Composée d'un rez-de-chaussée, d'un étage carré et d'un étage en léger surcroît, il est couvert d'un toit à longs pans et pignons découverts à rampants à crossettes. Chaque pignon porte une souche de cheminée. La façade antérieure sur rue présente deux travées décalées à gauche : la travée recevant l'entrée, affirmée par une lucarne en maçonnerie au couvrement cintré, occupe une position centrale. 

## Historique
Le manoir est inscrit à l'inventaire général du patrimoine culturel.